# Güzelyurt (Cypriotische stad)
Güzelyurt (Grieks: Μόρφου; Morphou of Morfou) is een stad in het noordwesten van Cyprus. De stad telde in 2011 15.250 inwoners en ligt sinds 1983 in de Turkse Republiek van Noord-Cyprus. Het is het administratieve centrum van het district Güzelyurt van Noord-Cyprus. Tot de deling van het eiland in 1974 had de stad een overwegend Grieks-Cypriotische bevolking, maar tegenwoordig wonen er voornamelijk Turks-Cyprioten.
De stad is beroemd om zijn appels, groenten, grapefruit en meloenen, waarvan een groot deel wordt geëxporteerd. Een klein deel van deze citrusvruchten wordt omgezet in vruchtensap en ingeblikt voor lokale consumptie en de export. Güzelyurt is ook beroemd om zijn twee weken durende jaarlijkse Morphou Orange Festival.

## Geschiedenis
Güzelyurt werd opgericht door de Spartanen, die met hen ook de verering van Aphrodite meebrachten. In de Middeleeuwen werd de stad aangeduid als Morphou maar soms ook als Theomorphou. In het gebied rond Güzelyurt groeide meer dan de helft van alle citrusvruchten op Cyprus. In de 16e en 17e eeuw, tijdens de Ottomaanse periode, was Güzelyurt beroemd om zijn export van linnen.
In de nasleep van het geweld van Bloody Christmas tussen de Turks-Cypriotische en de Grieks-Cypriotische gemeenschappen vluchtte de meerderheid van de Turks-Cypriotische bevolking in januari 1964 de stad uit. Hierdoor werd de stad bewoond door voornamelijk de Grieks-Cyprioten. Als gevolg van de Turkse interventie van Cyprus in 1974 vluchtten alle Grieks-Cyprioten van Güzelyurt/Morphou naar het zuiden van het eiland, waarbij de gevluchte Turks-Cyprioten vanuit het zuiden de stad gingen bewonen. Deze Turks-Cyprioten waren afkomstig uit verschillende dorpen in het district Paphos, maar ook uit de steden Paphos en Limassol. Hierdoor werd Güzelyurt een vluchtelingenstad.
De bevolking van Güzelyurt is licht gestegen in de periode van 2006 tot 2011. Naar verwachting zal de landbouw in Güzelyurt worden versterkt door de toename van de geïrrigeerde landbouw met behulp van de waterpijpleiding uit Turkije.

## Educatie
In 2005 opende de Technische Universiteit van het Midden-Oosten, een Turkse staatsuniversiteit, een campus in Güzelyurt. Dit gebeurde op uitnodiging van de Turkse en Turks-Cypriotische regering in 2000.

## Cultuur
De stad staat bekend om de jaarlijkse Morphou Orange Festival, dat wordt georganiseerd door de gemeente sinds 1977. Het festival wordt gekenmerkt door lokale en Turkse zangers en bands, moderne en Latin dansshows, toneelstukken, modeshows, traditionele muziek- en dansshows, maar ook sportwedstrijden op verschillende gebieden, waaronder voetbal, darten en acrobatische shows. Samen met het festival organiseert de stad jaarlijks de Open Tournament Golf.
De stad is de thuisbasis van twee musea: het Icoonmuseum in de Sint-Mamaskerk en het Museum van Archeologie & Natuurlijke Geschiedenis. De Sint-Mamaskerk wordt jaarlijks nog steeds bezocht door de Grieks-Cyprioten. De Bandabuliya (de gesloten markt) is een belangrijk commercieel centrum en werd gebouwd in de jaren 1930 in de Britse koloniale architectuur.

## Geboren
- Antigoni Papadopoulou (8 juli 1954), politica en scheikundige

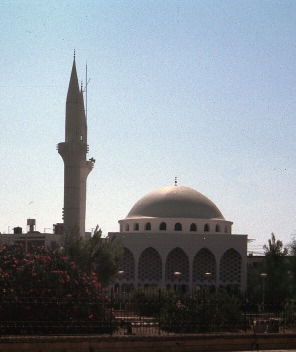
De moskee van Güzelyurt.